# نعمان (الطويلة)

تعديل مصدري - تعديل

نعمان هي إحدى قرى عزلة بني الحجاج بمديرية الطويلة التابعة لمحافظة المحويت، بلغ تعداد سكانها 83 نسمة حسب تعداد اليمن لعام 2004.